# Jurisdicción Especial para la Paz
La Jurisdicción Especial para la Paz (JEP) es el mecanismo de justicia transicional por medio del cual se investiga y juzga a los integrantes de las FARC-EP, miembros de la Fuerza Pública y terceros que hayan participado en el Conflicto armado interno de Colombia Su presidente es el magistrado Alejandro Ramelli Arteaga y su vicepresidente el magistrado José Miller Hormiga Sánchez, elegidos por la Sala Plena de la Jurisdicción, en octubre de 2024, por un periodo de dos años.
La JEP, componente de justicia del Sistema Integral para la Paz está vigente en Colombia desde marzo de 2017 cuando fue aprobado en el Senado y afecta a los delitos cometidos durante el conflicto armado hasta antes del 1 de diciembre de 2016. Su competencia no puede superar los veinte años.
Su creación fue pactada en el marco de los Acuerdos de paz entre el gobierno de Juan Manuel Santos y  las FARC-EP como sistema de rendición de cuentas con el objetivo principalmente de satisfacer los derechos de las víctimas, con la tarea de esclarecer “en el contexto y en razón del conflicto armado, en particular los delitos más graves y representativos” para poner punto final a más de medio siglo de conflicto armado.
En este acuerdo se acepta que hay delitos cometidos en el contexto y en razón del conflicto armado que son tan graves que no pueden ser objeto de amnistías e indultos, y que la transición del conflicto armado a la paz en Colombia se hará garantizando el derecho de las víctimas a la justicia.
La JEP ha contado con el apoyo de la Oficina del Alto Comisionado de las Naciones Unidas para los Derechos Humanos, cuya cooperación técnica ha sido estratégica para el funcionamiento de la entidad.
En coordinación con la Misión de Verificación de la ONU, la Oficina del Alto Comisionado refuerza la asistencia técnica y el acompañamiento a la JEP y a las víctimas. Su labor busca garantizar la aplicación de sanciones propias que sean significativas, promuevan la reparación integral de las víctimas y contribuyan a transformaciones sostenibles. Esto, a su vez, facilita la consolidación del Estado de derecho, la democracia, la paz y la no repetición en Colombia.

## Historia
El acuerdo sobre la justicia transicional fue el resultado de largas discusiones entre el gobierno y los abogados de la guerrilla en La Habana y Bogotá en el marco de las negociaciones de los acuerdos de paz, que habían comenzado en julio trabajando bajo el ultimátum de Santos para alcanzar tal acuerdo en noviembre a más tardar. Ante un callejón sin salida en La Habana, los negociadores delegaron el trabajo a un grupo de seis respetados juristas: el abogado español Enrique Santiago, el político conservador Álvaro Leyva, el defensor de los derechos humanos Diego Martínez, el exjuez Manuel José Cepeda, el profesor Douglass Cassel y rector de la Universidad de Notre Dame y de la Universidad Externado de Colombia Juan Carlos Henao; los primeros tres seleccionados por las FARC-EP, los últimos tres por el gobierno.
Para septiembre, el equipo de seis tenía un texto listo para ser anunciado en La Habana. El 23 de septiembre de 2015 el gobierno de Colombia y las FARC-EP llegaron a un acuerdo histórico sobre justicia transicional denominado Jurisdicción Especial para la Paz. El presidente Juan Manuel Santos y el comandante de las FARC-EP Rodrigo Londoño viajaron a La Habana para el anuncio del acuerdo. La delegación presidencial incluyó al presidente del Congreso y senador Luis Fernando Velasco, al presidente de la Cámara de Representantes Alfredo Deluque, al senador y líder liberal Horacio Serpa, al senador Antonio Navarro Wolff (guerrillero desmovilizado del M-19) y al senador Iván Cepeda, así como Juan Carlos Henao y Manuel José Cepeda, exjueces del Tribunal Constitucional que habían participado en la elaboración del acuerdo. La reunión terminó con un apretón de manos improvisado entre el presidente Santos y Timochenko, logrado por el presidente cubano, Raúl Castro. Simultáneamente con el acuerdo, el gobierno también anunció que se firmaría un acuerdo final dentro de los seis meses o antes del 23 de marzo de 2016.
El acuerdo del 23 de septiembre sobre justicia transicional fue considerado el más importante en el proceso de paz hasta la fecha, ya que resolvió uno de los temas más complicados mediante una fórmula satisfactoria tanto para la guerrilla como para el gobierno, combinando justicia restaurativa con sentencias alternativas para guerrilleros y agentes del Estado que han cometido crímenes de lesa humanidad con amnistía para los responsables de crímenes políticos. Con el acuerdo, el proceso de paz se consideró "irreversible".
El anuncio fue aclamado internacionalmente. El secretario de Estado, John Kerry, elogió efusivamente el acuerdo, y sus palabras fueron transmitidas por el jefe negociador de las FARC-EP, Iván Márquez. Fatou Bensouda, fiscal de la Corte Penal Internacional, "señaló con optimismo que el acuerdo excluye la concesión de amnistías para crímenes de guerra y crímenes contra la humanidad y está diseñado, entre otras cosas, para poner fin a la inmunidad para los crímenes más graves". Sin embargo, Human Rights Watch criticó el acuerdo y dijo que eximiría a los responsables de los peores abusos de pasar un solo día en la cárcel, opinión compartida por expresidente Álvaro Uribe. En Colombia, el anuncio fue recibido con cauto optimismo. Según una encuesta de Ipsos en octubre el optimismo en el proceso de paz aumentó del 29% al 46% desde julio, aunque la mayoría de los encuestados continuaron dudando del compromiso de las FARC-EP con la paz y oponiéndose a su participación política.
Tras la firma de los acuerdos de paz el 24 de noviembre de 2016 el Acto Legislativo Jurisdicción Especial para la Paz (JEP) se convirtió en norma Constitucional tras aprobarse en el Senado el 14 de marzo de 2017 con 60 votos a favor y 2 en contra.

## Objetivos de la JEP
Los objetivos de la Jurisdicción son satisfacer el derecho de las víctimas a la justicia, ofrecer verdad a la sociedad colombiana, proteger los derechos de las víctimas, contribuir al logro de una paz estable y duradera, y adoptar decisiones que otorguen plena seguridad jurídica a quienes participaron de manera directa o indirecta en el conflicto armado interno, respecto a hechos cometidos en el contexto y en razón del mismo, en particular aquellos que constituyan graves infracciones al Derecho Internacional Humanitario o graves violaciones de los Derechos Humanos.
Se trata de un sistema de rendición de cuentas que, además, tendrá la tarea de esclarecer y sancionar las conductas cometidas “en el contexto y en razón del conflicto armado, en particular los delitos más graves y representativos”. En el acuerdo se acepta que hay delitos cometidos en medio de la guerra que “son tan graves que no pueden ser objeto de amnistías e indultos”.
Según el Alto Comisionado para la Paz los objetivos de la JEP son:
- Satisfacer el derecho de las víctimas a la justicia
- Ofrecer verdad a la sociedad colombiana
- Contribuir a la reparación de las víctimas
- Contribuir a luchar contra la impunidad
- Adoptar decisiones que otorguen plena seguridad jurídica a quienes participaron de manera directa o indirecta en el conflicto armado, respecto a hechos cometidos en el contexto y en razón de este.
- Contribuir al logro de una paz estable y duradera

## Composición
La JEP estará integrada por Magistrados principalmente colombianos, sin perjuicio de una participación minoritaria de extranjeros, y estará compuesta por cinco órganos y una Secretaría Ejecutiva:
- El Tribunal para la Paz, que estará compuesto por diferentes secciones encargadas de evaluar las conductas reconocidas, los responsables, las sanciones y el modo en que éstas serán ejecutadas. También deben verificar el cumplimiento de sus sentencias. Al tribunal llegarán las acusaciones de la Sala Unidad de Investigación y las apelaciones sobre las decisiones de las otras salas y de sus propias secciones. En los casos de las personas que hayan cumplido una pena en la justicia ordinaria, será esta autoridad quien revise las sentencias y su cumplimiento.
- Sala de Reconocimiento de Verdad y Responsabilidad y de Determinación de los Hechos y Conductas: a cargo de recibir toda la información y los reconocimientos de responsabilidad en hechos del conflicto armado, como lo señaló el Alto Comisionado para la Paz. Además deberá identificar los casos más graves y representativos. Aun así, su competencia no se limita a ellos.
- Sala de Amnistía e Indulto: para decidir si otorga o no la amnistía o el indulto, cuando se trate de casos y personas que puedan aspirar a ello. Cuando se trate de individuos que califiquen para ninguna de estas dos categorías deberá remitir los casos a la primera sala.

- Sala de Definición de Situaciones Jurídicas: tiene la responsabilidad de definir qué pasará con la situación jurídica de quienes no sean objeto de amnistía ni indulto ni tampoco estén incluidos en las resoluciones emitidas por la Sala de Reconocimiento de Verdad y Responsabilidad.
- Unidad de Investigación y Acusación (UIA): cuando se presente un caso en el que la persona o los implicados no reconozcan su responsabilidad, esta será la autoridad encargada de investigar y, si existe mérito, llevar los procesos ante el Tribunal para la Paz. En caso de que considere que no es necesario acusar o investigar, remitirá los expedientes a la Sala de Definición de Situaciones Jurídicas o a la Sala de Amnistía e Indulto. Además de contar con un equipo de investigación técnico forense, deberá tener un equipo de investigación especial para casos de violencia sexual.
- Secretaría Ejecutiva: encargada de la administración, gestión y ejecución de los recursos de la JEP.

## Aplicación
La JEP se aplica a los que habiendo participado de manera directa o indirecta en el conflicto armado, cometieron delitos en el contexto y en razón de este. En este sentido, la Jurisdicción se aplicará a:
- Los miembros de grupos guerrilleros que suscriban un acuerdo final de paz con el Gobierno, una vez hayan dejado las armas.
- Los agentes del Estado que hayan cometido delitos en el contexto y en razón del conflicto armado.
- Las personas que sin formar parte de las organizaciones o grupos armados hayan participado de manera indirecta (financiadores o colaboradores) en el conflicto armado y hayan tenido responsabilidad en la comisión de los crímenes más graves y representativos.

## Grandes Casos de la JEP
Se denominan así a los casos prioritarios de la Jurisdicción Especial para la Paz (JEP):
- Caso 01: Secuestros - Retención ilegal de personas por parte de las FARC-EP.[11]
- Caso 02: Situación territorial de Nariño.[12]
- Caso 03: 'Falsos positivos' [13]
- Caso 04: Situación territorial de Urabá[14]
- Caso 05: Situación territorial de Cauca y Valle[15]
- Caso 06: Victimización de la Unión Patriótica[16]
- Caso 07: Reclutamiento y utilización de niñas y niños en el conflicto armado.[17]
- Caso 08: Crímenes cometidos por fuerza pública y paramilitares.[18]
- Caso 09: Crímenes contra Pueblos Étnicos.[19]
- Caso 10: Crímenes cometidos por FARC-EP.[20]
- Caso 11: Violencia basada en género, sexual y reproductiva.[21]

## Presidentes de la JEP
| Número | Periodo                                         | Presidente de la JEP       |
| ------ | ----------------------------------------------- | -------------------------- |
| 1      | 3 de noviembre de 2017 - 22 de octubre de 2020  | Patricia Linares           |
| 2      | 22 de octubre de 2020 - 4 de noviembre de 2022  | Eduardo Cifuentes Muñoz    |
| 3      | 4 de noviembre de 2022 - 4 de noviembre de 2024 | Roberto Carlos Vidal López |
| 4      | 5 de noviembre de 2024 - en la actualidad       | Alejandro Ramelli Arteaga  |

## Información de interés
La Jurisdicción Especial para la Paz (JEP) desempeña un papel integral en la construcción de memoria histórica en el contexto del conflicto armado colombiano. A través de diversas iniciativas, la JEP ha establecido un marco significativo para la recopilación, preservación y divulgación de la memoria histórica. Entre las acciones destacadas se encuentra la creación del Centro de Memoria, Paz y Reconciliación (CNMH), encargado de gestionar y difundir la memoria histórica del conflicto armado.
Las audiencias públicas, como componente esencial de la JEP, se erigen como plataformas cruciales donde víctimas y responsables del conflicto comparten sus testimonios. Este enfoque participativo contribuye significativamente a la visibilización de las experiencias individuales y colectivas, fomentando un diálogo abierto y reflexivo.
La publicación de informes exhaustivos, como el Informe Final de la Comisión de la Verdad, titulado Hay Futuro, Si Hay Verdad, representa un hito fundamental en la búsqueda de la verdad sobre el conflicto armado. Estos documentos ofrecen un relato completo y objetivo, proporcionando una base sólida para la comprensión histórica compartida.
En el ámbito de los esfuerzos por la paz, la JEP, como mecanismo de justicia transicional, desempeña un papel clave en el logro de una paz estable y duradera en Colombia. Al buscar que los responsables rindan cuentas y que las víctimas reciban reparación, la JEP contribuye a la consolidación del compromiso de las partes con la paz.
La promoción de la verdad como pilar fundamental se materializa a través de las audiencias públicas y la publicación de informes. Al escuchar testimonios directos, la JEP facilita la construcción de una narrativa compartida sobre el conflicto armado, promoviendo la comprensión colectiva de los eventos pasados.
En cuanto a la reconciliación, la JEP ha implementado diversas iniciativas, incluyendo espacios de diálogo entre víctimas y responsables, programas educativos para la paz y la reconciliación, así como la creación de monumentos conmemorativos. Estas acciones buscan superar las divisiones del pasado y construir un futuro basado en la paz y la comprensión mutua.
En el ámbito cultural, la JEP ha ejercido un impacto significativo al estimular un renovado interés por la historia y la memoria del conflicto. Este resurgimiento se refleja en obras artísticas, literarias y cinematográficas que abordan el conflicto armado, contribuyendo así a un debate público más amplio sobre el pasado.
En resumen, la JEP, a través de sus iniciativas técnicas y participativas, ha desempeñado un papel central en la construcción de memoria histórica, los esfuerzos por la paz, la verdad y la reconciliación, así como en el impacto cultural en Colombia. Este enfoque multifacético refleja su compromiso con la justicia transicional y la contribución activa a la transformación positiva de la sociedad colombiana.

## Oficina Asesora de Gestión Documental
La Oficina Asesora de Gestión Documental (OAGD) es el área estratégica de la JEP encargada de organizar, preservar y facilitar el acceso a la información institucional, garantizando transparencia, eficiencia y cumplimiento normativo.
Su misión es "Gestionar, proteger y poner a disposición los documentos de la JEP como soporte para la justicia transicional, la memoria histórica y la toma de decisiones institucionales."
Funciones clave:
- Implementar políticas de archivo y gestión documental.[30]
- Custodiar documentos físicos y digitales de valor administrativo, legal e histórico.
- Facilitar el acceso a información para funcionarios, víctimas y ciudadanía.
- Asegurar el cumplimiento de la normativa archivística (Ley 594 de 2000, Decreto 2609 de 2019).

Importancia para la JEP:
- Protege la memoria histórica del conflicto armado).
- Optimiza procesos internos, evitando pérdida de documentos y reprocesos.
- Garantiza transparencia al facilitar el acceso a información pública.

Servicios  que presta:
- Organización Archivos
- Digitalización de Archivos
- Digitalización de Expedientes Judiciales
- Almacenamiento y Custodia
- Préstamo de Archivo
- Acompañamiento en organización de archivos físicos
- Acompañamiento en organización de archivos electrónicos CONTI[31]
- Acompañamiento en organización de archivos en One Drive (Lineamientos para la Organización electrónicos y uso de formatos de ISAD-G + Índice Electrónico + Formato de Inventario Documental)
- Actualización de Tablas de retención Documental[32]